# Albert Sasko-Cieszyński
Albert Kazimierz Sasko-Cieszyński (Albert Kasimir August Ignaz Pius Franz Xaver von Sachsen, ur. 11 lipca 1738 w Moritzburgu koło Drezna, zm. 10 lutego 1822 w Wiedniu) – książę cieszyński i saski, królewicz polski; syn króla polskiego Augusta III i Marii Józefy Habsburżanki.

## Biografia
Początkowo rodzice przewidywali dla niego karierę duchowną. Od 1759 roku wraz ze swoim bratem Klemensem służył w armii austriackiej.
Pełnił wiele funkcji wojskowych i politycznych. Od 1760 był generałem-porucznikiem w armii austriackiej, w latach 1765–1780 namiestnikiem cesarskim na Węgrzech, od 1780 do 1792 generalnym gubernatorem w austriackich Niderlandach. W 1794 książę został mianowany feldmarszałkiem Rzeszy, ale z przyczyn politycznych wkrótce zrezygnował i w 1795 przeszedł w stan spoczynku.
W kwietniu 1766 Albert Kazimierz ożenił się z arcyksiężną Marią Krystyną, ulubioną córką cesarzowej Marii Teresy. Niedługo po ślubie, 31 maja 1766, cesarzowa przekazała Księstwo Cieszyńskie jako niepodzielne lenno w ręce nowożeńców. Wtedy Albert Kazimierz przyjął tytuł księcia sasko-cieszyńskiego. 1 października 1766 r. hołd nowemu księciu złożyła cieszyńska szlachta, po czym nastąpiło przyjęcie lenna i ślubowanie urzędników Komory Cieszyńskiej oraz 4 miast i 48 wsi kameralnych.
Poprzez konsekwentną politykę gospodarczą Albert Kazimierz doprowadził do znacznego wzrostu znaczenia Księstwa Cieszyńskiego w tej części Europy, m.in. zakładając w 1772 r. hutę w Ustroniu. Rozpoczął też powiększanie dóbr książęcych, zarządzanych bezpośrednio w imieniu księcia przez Komorę Cieszyńską. Na początku konfederacji barskiej bardzo poważnie traktowano jego kandydaturę jako przyszłego króla Polski po usunięciu Stanisława Augusta Poniatowskiego.
Gwałtowny rozwój Księstwa Cieszyńskiego, jaki dokonywał się za sprawą Alberta, przerwała śmierć jego żony Marii Krystyny w 1798. Pogrążony w smutku Albert mieszkał w Wiedniu, poświęcając się sztuce, zwłaszcza zaś powiększaniu swoich zbiorów rycin. Zlecił znanemu włoskiemu rzeźbiarzowi Antonio Canovie wykonanie w wiedeńskim kościele Augustianów nagrobka z dedykacją UXORI OPTIMAE (najlepszej żonie). Do końca życia Albert nie mógł pogodzić się ze śmiercią Marii Krystyny, stał się mało aktywny politycznie i przestał przywiązywać wagę do spraw gospodarczych.
Książę Albert zmarł 10 lutego 1822 w wieku 83 lat. Ponieważ nie miał własnych dzieci, cały majątek odziedziczył jego przybrany syn, arcyksiążę Karol Ludwik Habsburg.
W 1738 w kołysce udekorowany Orderem Orła Białego.
Był protektorem lóż wolnomularskich Świętego Cesarstwa Rzymskiego w 1774 roku. Był kolekcjonerem sztuki i założyciel „Albertiny” w Wiedniu, największej na świecie kolekcji rysunków i grafik starych mistrzów.